# ME-ISM
ME-ISM（ミーイズム）は、日本のロックバンド。

## メンバー
- 山崎優子（やまさきゆうこ　ベース・ボーカル 現；新月灯花）
- 田中美知子（たなかみちこ　ギター・ボーカル 現；新月灯花、ex.KITE）
- 山岸佑季子（やまぎしゆきこ　ドラム 現；新月灯花）

元メンバー
- 矢口薫（やぐちかおる　ドラム）
- 西村正美（にしむらまさよし ベース）
- 山口周（やまぐちしゅう ギター　現；HAND CLAP GANG）

## 略歴
- 2001年
  - 12月 結成。拠点は東京池袋。当初は4人編成。（田中美知子を除く上記4名）
池袋系B級Hバンドとしてスタート
- 2002年
  - 7月 テレビ朝日「東京キャンパスバウンド」初代チャンピオンに選ばれる
- 2003年
  - 5月 イベントにてPANTA（頭脳警察）のバック演奏を努める
  - 11月 桑名正博のラジオ番組「なにわミュージック・ショー」に出演
  - 12月 寺田恵子と共演
- 2004年
  - 7月 ファーストアルバム「SUNSHINE通り OF YOUR LOVE」発売（自主レーベルの ING LABEL）
  - 12月 内田裕也らが主催する「ニューイヤー・ロック・フェスティバル」に初出演。以後毎年出演を続けている
- 2005年
  - 1月 初のワンマンライブ
  - 7月 映画「リンダリンダリンダ」に優子が出演
  - 10月 優子の自叙伝「謳う援交少女」がミリオン出版から出版される
- 2006年
  - 6月 日本テレビ系列「アンテナ22」に優子が出演
  - 11月 NHK教育テレビ「一期一会 キミにききたい!」に優子が出演
  - 12月 週刊朝日に掲載されたインタビューが『制服少女たちの選択 After 10 Years』に収録される
- 2007年
  - 1月 3度目のワンマンライブでギター山口が脱退★1月8日。4月までLIVE活動休止「超前向きライブ活動休止宣言」
  - 5月 第二期Me-ismの初ライブ。ギターは田中美知子（5月17日大阪千日前クラブウォーター) 
このラインナップでの作品はマキシシングル「奇跡の雨」
  - 5月 Meism復活記念ライブ（5月25日池袋ADM　競演　いこち　HAND CLAP GANG）
  - 10月 池袋ADMでのワンマンライブでベース西村プロが一時離脱（10月28日）
- 2008年
  - 3月 優子がベースにコンバート 練習開始
  - 3月 第三期Me-ism始動、トリオ編成で初ライブ　(3月28日高円寺Mission's)
- 2009年
  - 12月 トリオ編成となって初のワンマンライブが池袋ADMで行われる
  - 12月 初のDVD作品「逃げちゃダメだ。」発売
- 2010年
  - 5月 レコ発イベント『開放vol.5』で約一年ぶりのマキシシングル「仮面の独白」発売
  - 7〜8月 Summer Tour2010　全国13公演ライブハウスツアー成功
- 2011年
  - 4月 ドラムの矢口薫が脱退
  - 5月 新しいドラムとして共に新月灯花として活動している山岸佑季子が加入
- 2012年
  - 3月 Me-ISMのメンバー3人を擁する新月灯花を活動の中心にすること、「Me-ISMを考え直す」と活動休止宣言をする

## ディスコグラフィー

### アルバム
- SUNSHINE通り OF YOUR LOVE（2004年7月）

### シングル
【第一期】 
- ABCL（マキシ）
- 19歳（マキシ）
- yes!（マキシ）
- 未来少年（マキシ）

【第二期】
- 奇跡の雨（マキシ）

【第三期】
- 逃げちゃダメだ。（マキシ）
- 仮面の独白（マキシ）

### DVD
- 逃げちゃダメだ。